# Pokémon Rubino e Zaffiro
Pokémon Versione Rubino (ポケットモンスター ルビー?, Poketto Monsutā Rubī) e Pokémon Versione Zaffiro (ポケットモンスター サファイア?, Poketto Monsutā Safaia) sono due videogiochi di ruolo della serie Pokémon pubblicati il 21 novembre 2002 in Giappone, il 19 marzo 2003 nel Nord America, il 3 aprile dello stesso anno in Australia e il 25 luglio, sempre dello stesso anno, in Europa, per Game Boy Advance. Questi titoli segnano l'avvio della terza generazione, di cui fanno parte anche i successivi Pokémon Rosso Fuoco e Verde Foglia (2004) e Pokémon Smeraldo (2005). I remake dei due giochi, intitolati Pokémon Rubino Omega e Zaffiro Alpha, sono stati pubblicati per Nintendo 3DS in tutto il mondo nel novembre 2014, esattamente dodici anni dopo, con l'eccezione dell'Europa, dove sono stati resi disponibili una settimana dopo.
Le principali caratteristiche del gioco sono rimaste sostanzialmente invariate rispetto ai giochi precedenti; il giocatore controlla il personaggio principale da una prospettiva dall'alto, e i controlli sono in gran parte gli stessi dei predecessori. L'obiettivo principale è catturare tutti i Pokémon e sconfiggere i Superquattro, sconfiggendo contemporaneamente un'organizzazione criminale che tenta di conquistare la regione. Sono state aggiunte nuove funzionalità, come le battaglie 2 contro 2, le abilità dei Pokémon e 135 nuovi mostriciattoli tascabili. In virtù delle maggiori capacità del Game Boy Advance, fino a quattro giocatori possono essere collegati tra loro contemporaneamente invece di due, come accadeva in passato. Inoltre, i giochi possono essere collegati a un e-Reader o ad altri giochi Pokémon di terza generazione.
I giochi hanno ricevuto recensioni per lo più positive: sono state elogiate le nuove funzionalità e il design dei Pokémon, sebbene i critici fossero divisi nella loro valutazione dei giochi, in particolare sul gameplay e sulla grafica; la maggior parte delle critiche si sono concentrate sul gameplay, molto simile alle generazioni passate, e sui problemi di connettività con i titoli precedenti. Con oltre 16,22 milioni di copie vendute, sono stati un successo commerciale e sono diventati i giochi più venduti per Game Boy Advance; tuttavia, Rubino e Zaffiro hanno totalizzato meno delle coppie di titoli precedenti.

## Trama

### Ambientazione

Immagine di Kyushu, territorio che ha ispirato la regione di Hoenn

Pokémon Rubino e Zaffiro si svolgono nella regione di Hoenn, situata a una certa distanza dalle regioni di Kanto e Johto presenti nei giochi precedenti. Il design di Hoenn è basato sulla regione di Kyūshū; tuttavia Hoenn è ruotata di 90° rispetto al territorio reale, poiché Jun'ichi Masuda ha ritenuto che avrebbe fornito un migliore equilibrio di gioco. Come Kyūshū, Hoenn possiede molte isole minori e parte della regione è dominata da rotte marittime, molte delle quali contengono aree in cui il giocatore può immergersi sott'acqua.

### Storia
Come per gli altri titoli della serie, anche queste due versioni trattano dell'avventura di un giovane (maschio o femmina a seconda della scelta del giocatore) che vuole diventare allenatore di Pokémon.
La storia inizia nella regione di Hoenn con il protagonista, figlio (o figlia) del capopalestra di Petalipoli Norman, che si trasferisce con la sua famiglia nella cittadina di Albanova. Qui incontra il professor Birch e lo aiuta a fuggire da un Poochyena selvatico: per riconoscenza il protagonista ottiene un Pokémon con cui iniziare il suo viaggio.
Nel corso della sua avventura l'allenatore si trova a incontrare una delle due organizzazioni criminali di Hoenn (il Team Magma, che confida nella supremazia dei Pokémon che abitano la terraferma, o il Team Idro, amante invece dei Pokémon marini), che diventerà sua avversaria: in entrambi i casi le due organizzazioni si scontreranno più volte con il protagonista, che li ostacolerà nel loro progetto di sovvertire l'ordine del mondo, e risveglieranno il Pokémon leggendario del gioco, rispettivamente Groudon o Kyogre.
Il giocatore può inoltre catturare altri cinque Pokemon leggendari: Rayquaza alla Torre dei Cieli dopo aver sconfitto la Lega Pokémon, Latios o Latias (Pokemon itineranti di queste versioni) e con una particolare procedura Regirock, Registeel e Regice.

## Sviluppo
Pokémon Rubino e Zaffiro sono stati sviluppati da Game Freak e Nintendo sotto la direzione di Jun'ichi Masuda. Come con i suoi predecessori, Ken Sugimori era il direttore artistico, sebbene questi fossero i primi giochi in cui non era unico responsabile del lato grafico. Poiché il Game Boy Advance era in grado di gestire una grafica più complessa, Rubino e Zaffiro furono i primi giochi della serie a consentire a un massimo di quattro persone di condividere informazioni contemporaneamente, rispetto al limite precedente di due. Tuttavia, il team di sviluppo scelse un motore grafico più semplice per mantenere il gioco semplice e non eccessivamente confuso. Il team voleva che i giochi attirassero un vasto pubblico, quindi il gioco fu progettato per essere abbastanza facile da giocare per le giovani generazioni di bambini, ma furono aggiunte nuove funzionalità per i giocatori veterani.

## Modalità di gioco

Esempio di Lotta in Doppio tra due giocatori collegati via cavo: il giocatore controlla Sableye e Seviper e può attaccare ambedue i Pokémon avversari con entrambi i propri, di cui sono visibili, a lato, livello e PS. I due giocatori utilizzano versioni differenti (l'avversario Rubino e il giocatore Zaffiro) e controllano tutti e due Pokémon esclusivi di quella versione.

Le meccaniche di base di Rubino e Zaffiro sono in gran parte le stesse dei loro predecessori. Come per tutti i giochi Pokémon per console portatile, il gameplay è in terza persona, con prospettiva dall'alto e si compone di tre schermate di base: una mappa del mondo, in cui il giocatore conduce il personaggio principale, uno schermata di battaglia e il menu, in cui il giocatore riorganizza la propria squadra, gli oggetti o le impostazioni di gioco.
Il cambiamento più evidente nelle meccaniche di battaglia è l'introduzione delle Lotte in Doppio, in cui le parti utilizzano ciascuna due Pokémon contemporaneamente. Di conseguenza, alcune mosse Pokémon possono influenzare più creature contemporaneamente. A fianco di esse sono state aggiunte inoltre le Lotte Multiple, identiche alle precedenti, ma con due allenatori per lato, ognuno dei quali controlla uno dei due Pokémon della squadra. Un'altra novità nei giochi sono l'introduzione delle abilità e delle nature; la prima è una caratteristica condivisa da tutti i Pokémon di una stessa specie, mentre la seconda può variare all'interno di una stessa specie. Le abilità conferiscono ai loro possessori determinati poteri in battaglia, come l'immunità contro certi tipi di mosse o favorire il Pokémon quando è presente una determinata condizione meteorologica. Le nature influenzano le statistiche del Pokémon, aumentandone una a scapito di un'altra. Un'altra statistica introdotta in Pokémon Rubino e Zaffiro è il sistema delle Virtù, un fattore di utilità confinata alle sole Gare Pokémon, minigiochi in cui i partecipanti eseguono le mosse davanti a un giudice. Sia i Pokémon sia le loro mosse hanno una condizione, che viene aumentata usando le Pokémelle, caramelle a base di bacche.
Come Pokémon Oro, Argento e Cristallo, Rubino e Zaffiro tengono traccia del tempo reale; questo influenza eventi come le maree e la crescita delle bacche. Tuttavia, a differenza dei loro predecessori, non fanno differenza tra giorno e notte.

## Colonna sonora
La colonna sonora, composta da Jun'ichi Masuda, Go Ichinose e Morikazu Aoki, è completamente strumentale. La colonna sonora del gioco è stata pubblicata in Giappone sotto l'etichetta Mediafactory il 26 aprile 2003; l'album raggiunse la 297ª posizione delle classifiche Oricon e rimase in classifica per una settimana.
La colonna sonora è nota per il suo uso massiccio di trombe, sebbene utilizzi anche corni francesi, ensemble di archi e persino pianoforti.

## Pubblicazione
Pokémon Rubino e Zaffiro sono stati resi disponibili in Giappone il 21 novembre 2002, in Nord America il 19 marzo 2003, in Australia il 3 aprile 2003 e in Europa il 25 luglio 2003. Nintendo non pubblicizzò Rubino e Zaffiro all'E3 2002; tuttavia, organizzò una campagna promozionale da 7 milioni di dollari durata da marzo a maggio 2003. Oltre a premiare i preordini dei giochi con merchandising, Nintendo istituì un concorso in cui i partecipanti dovevano presentare video di se stessi mentre cantavano la sigla Pokémon con testi personalizzati; il primo premio per quell'evento era una PT Cruiser raffigurante Lugia. Nello stesso anno, Nintendo lanciò l'EON Ticket Summer Tour, in cui 125 negozi Toys "R" Us negli Stati Uniti avrebbero distribuito la e-Card del Biglietto Eone nei negozi dal 19 luglio al 1º settembre. Inoltre, Nintendo collaborò con il marchio di bevande del Regno Unito Vimto per promuovere i giochi.

## Accoglienza
| Testata                          | Giudizio |
| -------------------------------- | -------- |
| GameRankings (media al 2-8-2008) | 84%      |
| Metacritic (media al 17-7-2008)  | 82%      |
| 1UP.com                          | B-       |
| Computer and Video Games         | 9/10     |
| Eurogamer                        | 7/10     |
| Famitsū                          | 34/40    |
| GameSpot                         | 8,1/10   |
| GameSpy                          | 4,5/5    |
| GameZone                         | 9,5/10   |
| IGN                              | 9,5/10   |
| Nintendo World Report            | 8,5/10   |
| Nintendojo                       | 7/10     |
| Pocket Games                     | 9/10     |
| Thunderbolt                      | 9/10     |

IGN ha elogiato il "design profondo" e ha notato che l'aggiunta di funzionalità come le Lotte in Doppio avesse notevolmente aumentato l'aspetto strategico dei giochi. GamePro ha ritenuto che tale aggiunta "rendesse le battaglie più difficili molto più strategiche di prima, come dovrebbe essere il gioco". Allo stesso modo, Computer and Video Games ha definito il gioco "incredibilmente avvincente e coinvolgente". GameZone ha notato che il gameplay era più raffinato e stimolante di quello dei titoli precedenti. Tuttavia, GameSpot ha definito i giochi "un gioco da ragazzi dall'inizio alla fine", sancendo che "non offrono una grande sfida". Eurogamer ha anche ritenuto che le meccaniche "[stanchino] molto, molto velocemente". 1UP.com ha inoltre affermato che i giochi fossero stereotipati e che le Lotte in Doppio fossero troppo poco presenti all'interno del gioco.
Computer and Video Games si è mostrato entusiasta della grafica, definendola "stupenda". Tuttavia, gli altri revisori erano meno entusiasti. GamePro ha ritenuto che la grafica fosse solo "un po' più bella" di quella dei giochi per Game Boy Color; GameZone ha affermato che i giochi "[usano ancora] le semplici animazioni e il design dei personaggi di base che sono stati creati per il Game Boy originale e senza colori". IGN e 1UP.com hanno notato che la grafica aveva ricevuto solo un aggiornamento minore, ed Eurogamer ha ritenuto che la grafica fosse stata aggiornata a un "livello funzionale al massimo". Le musiche sono state generalmente ben accolte: GameZone e GameSpot hanno ritenuto che l'audio fosse orecchiabile; GameZone gli ha assegnato un punteggio di 8 su 10, dicendo che mentre la musica "a volte fastidiosa, [...] è anche molto buona. [...] Mi sono ritrovato a canticchiare la musica quando non stavo giocando" . Altre lamentele includevano la rimozione del sistema temporale di Oro e Argento e l'impossibilità di importare Pokémon dai giochi delle generazioni precedenti.

### Vendite
Pokémon Rubino e Zaffiro erano molto attesi. In Giappone, hanno venduto 1,25 milioni di unità entro i primi quattro giorni e sono stati i giochi più venduti delle festività natalizie del 2002; le vendite ammontano a circa 4,4 milioni entro sei settimane dalla data di uscita. Sono anche diventati i primi giochi a vendere 2 milioni di copie in Giappone da Final Fantasy X del 2001 e i primi giochi per console portatile a farlo da Yu-Gi-Oh! Duel Monsters 4. Solo in Nord America, Nintendo ha venduto 2,2 milioni di unità entro aprile 2003, meno di un mese dopo l'uscita dei giochi nel Paese. Negli Stati Uniti, Rubino e Zaffiro sono stati rispettivamente il secondo e il terzo gioco più venduto del 2003. I giochi hanno avuto successo in Europa e sono stati i secondi giochi più venduti delle festività natalizie nel 2002; anche prima della pubblicazione, i rivenditori europei importavano cartucce dagli Stati Uniti per soddisfare l'elevata domanda.
Secondo le dichiarazioni di Satoru Iwata, presidente della Nintendo, Pokémon Rubino e Zaffiro hanno venduto oltre 16,22 milioni di copie, di cui circa 5,44 milioni solamente in Giappone.
Sono divenuti i giochi più venduti per Game Boy Advance. Tuttavia, gli analisti osservarono che la popolarità dei Pokémon stava calando. Ciò si era riflesso nelle vendite dei giochi rispetto a quelle delle generazioni precedenti: Rosso e Blu avevano infatti venduto quasi 27 milioni di unità in tutto il mondo e Oro e Argento oltre 23 milioni.

### Premi e riconoscimenti
| Anno | Premio                      | Categoria                 | Risultato | Fonte  |
| ---- | --------------------------- | ------------------------- | --------- | ------ |
| 2003 | Golden Joystick Awards      | Handheld Game of the Year | Candidato | [ 57 ] |
| 2004 | British Academy Game Awards | Children's Game           | Candidato | [ 58 ] |
| 2004 | British Academy Game Awards | Game Boy Advance Game     | Candidato | [ 58 ] |

## Eredità

### Giochi correlati
Pokémon Rubino e Zaffiro diede il nome a Pokémon Box: Rubino e Zaffiro, un sistema che permette di salvare i personaggi di questo e di altri giochi di Pokémon per Game Boy Advance per l'utilizzo su GameCube.
A Pokémon Rubino e Zaffiro è ispirato il gioco di flipper Pokémon Pinball: Rubino e Zaffiro.
Pokémon Colosseum è compatibile tra gli altri con Rubino e Zaffiro.

### Remake
Il 7 maggio 2014 sono stati annunciati i remake di Pokémon Rubino e Zaffiro. I videogiochi Pokémon Rubino Omega e Pokémon Zaffiro Alpha sono disponibili per Nintendo 3DS dal novembre 2014.